# 강경미내다리
강경미내다리(江景미내다리)는 대한민국 충청남도 논산시 채운면, 강경천에 있는 석교이다. 미내교(渼奈橋)라고도 한다. 1973년 12월 24일 충청남도의 유형문화재 제11호로 지정되었다.

## 개요
강경천의 채운교가 있는 강둑을 조금 거슬러 올라가면 시멘트로 만들어진 다리가 놓여 있고, 그 옆으로 작은 미내다리가 설치되어 있다. 전국 교역의 중요한 거점이 되었다는 강경포구가 있던 곳으로, 이 강을 ‘미내(渼奈)’라고 부른 것에서 유래하여 ‘미내다리’라고 부른다.
긴돌을 가지런히 쌓아 3칸의 무지개모양을 만들고, 그 사이마다 정교하게 다듬은 돌을 가지런히 쌓아 올렸다. 다리의 강둑쪽 중간쯤에는 형태를 정확히 알 수 없는 동물의 얼굴이 조각되어 있는데, 눈은 마치 장승의 눈과 같고, 코는 뭉툭하며, 얼굴 양옆으로 귀모양과 갈기가 있다.
다리 옆에 놓여 있던 ‘은진미교비’는 국립부여박물관에 보관 중인데, 비문에 의하면, 조선 영조 7년(1731) 주민의 필요에 따라 강경촌 사람인 송만운이 주도하여 이 다리를 만들게 되었다고 한다.

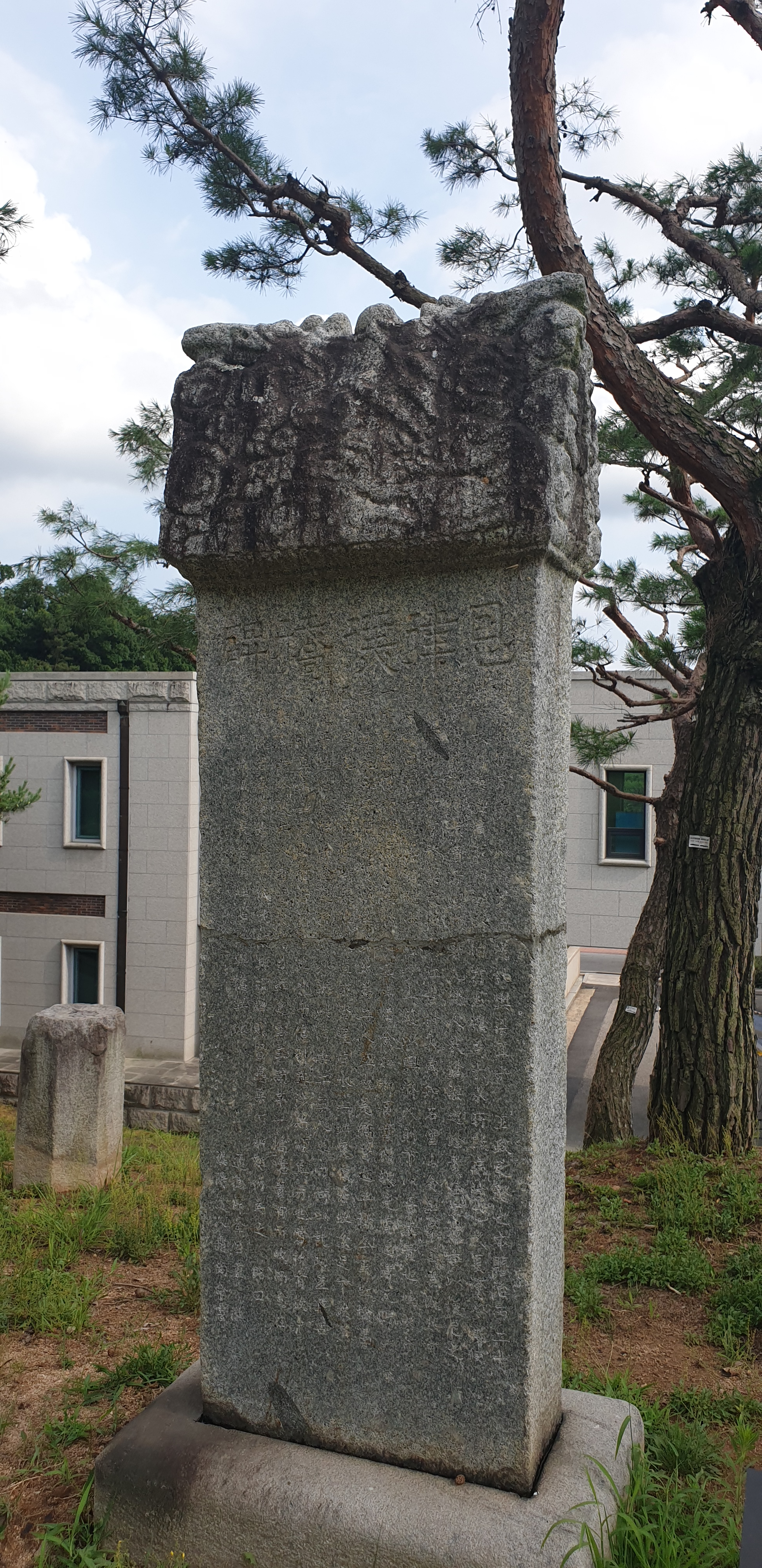
은진미교비

일제 강점기 수로정비에 따라 물길이 바뀌어 현재는 제방 제내지에 위치하고 있으며 1998년 완전해체하여 2003년 보수정비하였다.

## 같이 보기
- 은진미교비

## 참고 자료
- 강경미내다리 - 국가유산청 국가유산포털